# Poecilosomella ronkayi
Poecilosomella ronkayi är en tvåvingeart som beskrevs av Papp 2002. Poecilosomella ronkayi ingår i släktet Poecilosomella och familjen hoppflugor.
Artens utbredningsområde är Taiwan. Inga underarter finns listade i Catalogue of Life.